# Coppa UDEAC 1990
La Coppa UDEAC 1990 (1990 UDEAC Cup) fu la settima edizione della Coppa UDEAC, competizione calcistica per nazione organizzata dalla UNIFFAC. La competizione si svolse in Congo-Brazzaville dal 8 dicembre al 18 dicembre 1990 e vide la partecipazione di sei squadre: Camerun, Ciad, Congo-Brazzaville, Gabon, Guinea Equatoriale e Rep. Centrafricana.

## Formula
- Qualificazioni

Nessuna fase di qualificazione. Le squadre sono qualificate direttamente alla fase finale.
- Fase finale

Fase a gruppi - 6 squadre, divise in due gruppi da tre squadre. Giocano partite di sola andata, le prime due classificate si qualificano per la fase a eliminazione diretta. Le terze classificate si qualificano per la finale per il quinto posto.
Fase a eliminazione diretta - 4 squadre, giocano partite di sola andata. La vincente si laurea campione UDEAC.

## Squadre partecipanti
| Pr. | Squadra            | Data di qualificazione certa | Partecipante in quanto | Partecipazioni precedenti al torneo    | Ultima presenza               |
| --- | ------------------ | ---------------------------- | ---------------------- | -------------------------------------- | ----------------------------- |
| 1   | Camerun            | -                            | Qualificata di diritto | 6 (1984, 1985, 1986, 1987, 1988, 1989) | Repubblica Centrafricana 1989 |
| 2   | Ciad               | -                            | Qualificata di diritto | 6 (1984, 1985, 1986, 1987, 1988, 1989) | Repubblica Centrafricana 1989 |
| 3   | Congo-Brazzaville  | -                            | Qualificata di diritto | 6 (1984, 1985, 1986, 1987, 1988, 1989) | Repubblica Centrafricana 1989 |
| 4   | Gabon              | -                            | Qualificata di diritto | 6 (1984, 1985, 1986, 1987, 1988, 1989) | Repubblica Centrafricana 1989 |
| 5   | Guinea Equatoriale | -                            | Qualificata di diritto | 5 (1984, 1985, 1986, 1987, 1988)       | Camerun 1988                  |
| 6   | Rep. Centrafricana | -                            | Qualificata di diritto | 6 (1984, 1985, 1986, 1987, 1988, 1989) | Repubblica Centrafricana 1989 |

Nella sezione "partecipazioni precedenti al torneo", le date in grassetto indicano che la nazione ha vinto quella edizione del torneo, mentre le date in corsivo indicano la nazione ospitante.

## Fase finale

### Fase a gruppi

#### Gruppo A

##### Classifica
| Pos | Squadra            | P.ti | G | V | N | P | GF | GS | DR |
| --- | ------------------ | ---- | - | - | - | - | -- | -- | -- |
| 1   | Congo-Brazzaville  | 4    | 2 | 2 | 0 | 0 | 9  | 0  | +9 |
| 2   | Ciad               | 2    | 2 | 1 | 0 | 1 | 1  | 3  | -2 |
| 3   | Guinea Equatoriale | 0    | 2 | 0 | 0 | 2 | 0  | 7  | -7 |

##### Risultati
| 8 dicembre 1990 | Congo-Brazzaville | 3 – 0 | Ciad |  |

| 12 dicembre 1990 | Ciad | 1 – 0 | Guinea Equatoriale |  |

| 13 dicembre 1990 | Congo-Brazzaville | 6 – 0 | Guinea Equatoriale |  |

#### Gruppo B

##### Classifica
| Pos | Squadra            | P.ti | G | V | N | P | GF | GS | DR |
| --- | ------------------ | ---- | - | - | - | - | -- | -- | -- |
| 1   | Camerun            | 4    | 2 | 2 | 0 | 0 | 5  | 1  | +4 |
| 2   | Gabon              | 2    | 2 | 1 | 0 | 1 | 2  | 2  | 0  |
| 3   | Rep. Centrafricana | 0    | 2 | 0 | 0 | 2 | 0  | 4  | -4 |

##### Risultati
| 9 dicembre 1990 | Camerun | 2 – 1 | Gabon |  |

| 11 dicembre 1990 | Gabon | 1 – 0 | Rep. Centrafricana |  |

| 13 dicembre 1990 | Camerun | 3 – 0 | Rep. Centrafricana |  |

#### Finale 5º posto
| 17 dicembre 1990                             | Rep. Centrafricana   | 3 – 3 | Guinea Equatoriale |  |
| \| \| \| \| \| \| Tiri di rigore 5 – 4 \| \| |                      |       |                    |  |
|                                              |                      |       |                    |  |
|                                              | Tiri di rigore 5 – 4 |       |                    |  |

### Fase a eliminazione diretta

#### Tabellone
|  | Semifinali        | Semifinali        | Semifinali |         |                   | Finale            | Finale          | Finale          |  |
|  |                   |                   |            |         |                   |                   |                 |                 |  |
|  | Congo-Brazzaville | Congo-Brazzaville | 1          |         |                   |                   |                 |                 |  |
|  | Congo-Brazzaville | Congo-Brazzaville | 1          |         |                   |                   |                 |                 |  |
|  | Gabon             | Gabon             | 0          |         |                   |                   |                 |                 |  |
|  | Gabon             | Gabon             | 0          |         | Congo-Brazzaville | Congo-Brazzaville | 2               |                 |  |
|  |                   |                   |            |         | Congo-Brazzaville | Congo-Brazzaville | 2               |                 |  |
|  |                   |                   | Camerun    | Camerun | 1                 |                   |                 |                 |  |
|  | Camerun           | Camerun           | Camerun    | Camerun | 1                 | 1                 |                 |                 |  |
|  | Camerun           | Camerun           |            |         |                   | 1                 |                 |                 |  |
|  | Ciad              | Ciad              | 0          |         |                   | Finale 3º posto   | Finale 3º posto | Finale 3º posto |  |
|  | Ciad              | Ciad              | 0          |         |                   |                   |                 |                 |  |
|  |                   |                   |            |         |                   |                   |                 |                 |  |
|  |                   |                   |            |         |                   | Gabon             | Gabon           | 1               |  |
|  |                   |                   |            |         |                   | Gabon             | Gabon           | 1               |  |
|  |                   |                   |            |         |                   | Ciad              | Ciad            | 2               |  |

#### Semifinali
| 15 dicembre 1990 | Congo-Brazzaville | 1 – 0 | Gabon |  |

| 15 dicembre 1990 | Camerun | 1 – 0 (d.t.s.) | Ciad |  |

#### Finale 3º posto
| 17 dicembre 1990 | Ciad | 2 – 1 | Gabon |  |

#### Finale
| 18 dicembre 1990 | Congo-Brazzaville | 2 – 1 | Camerun |  |